# HMS Kingston (F64)
O HMS Kingston foi um contratorpedeiro operado pela Marinha Real Britânica e a sétima embarcação da Classe K. Sua construção começou em outubro de 1937 nos estaleiros da J. Samuel White e foi lançado ao mar em janeiro de 1939, sendo comissionado na frota britânica em setembro do mesmo ano. Era armado com uma bateria principal de seis canhões de 120 milímetros e dez tubos de torpedo de 533 milímetros, tinha um deslocamento carregado de mais de duas mil toneladas e conseguia alcançar uma velocidade máxima de 36 nós (67 quilômetros por hora).
O Kingston entrou em serviço no começo da Segunda Guerra Mundial. Ele atuou brevemente no Oceano Atlântico antes de ser transferido para o Mar Vermelho, atuando na escolta de comboios na região até maio de 1941. Foi transferido para o Mar Mediterrâneo e enfrentou forças italianas em diversas ocasiões, incluindo na Primeira e Segunda Batalha de Sirte. Foi danificado nesta última e enviado para uma doca para reparos, porém foi afundado por ataques aéreos em abril de 1942. Seu casco foi afundado como bloqueio no ano seguinte, porém reflutuado em 1947 e desmontado.